# Apiocera minor
Apiocera minor är en tvåvingeart som beskrevs av Norris 1936. Apiocera minor ingår i släktet Apiocera och familjen Apioceridae. Inga underarter finns listade i Catalogue of Life.